# La Chacala
La Chacala est une telenovela mexicaine diffusée en 1997-1998 par TV Azteca. Elle fut diffusée en Afrique du 23 décembre 2016 au 26 avril 2017 sur Novelas TV.

## Synopsis
Une malédiction, c'est ainsi que commence la légende de la Chacala, où le surréalisme et la réalité vont de pair et deviennent complices. L'histoire commence quand Javier emmène Delia, son épouse enceinte, à son ranch dans un village reculé. Bien qu'entourée d'amour et de confort, Delia est anxieuse pour sa grossesse. Un jour, Javier part chasser et tire sur un cerf, qui à son horreur s'avère être le fils d'une sorcière, Dominga. Paniqué, Javier enterre le cadavre dans la forêt et garde le secret avec ses hommes, mais le fantôme du mort cherche sa mère, la sorcière du village, et la prie de venger son meurtre. La sorcière part au ranch de Javier, et sous une pluie mystérieuse de tonnerre et de foudre, elle maudit la famille de Javier. Elle dit à Javier que dans sept jours, son épouse donnera naissance à des jumelles, dont une sera un démon qui libèrera les forces du mal. Sept jours plus tard, Delia entre en travail et donne naissance à une fille en bonne santé. Tout le monde est soulagé après la naissance. Pourtant quelques heures plus tard, alors qu'elle est seule avec l'accoucheuse, Delia a de nouveau des douleurs. Cette fois elle accouche d'un autre bébé. 
Delia meurt de ses blessures et le bébé tue l'accoucheuse, puis de nombreux assassinats sont commis dans le village. Les deux filles sont identiques, et semblent innocentes : il est impossible de savoir laquelle a tué sa mère. Pour maitriser les pouvoirs des bébés : on les sépare. L'une part avec sa tante à Mexico et l'autre reste au ranch avec son père. Plusieurs années après, les jumelles ont des personnalités très différentes. Gilda est un docteur de renommée à Mexico et Liliana est invalide et fragile au ranch. Cependant, l'une d'entre elles porte en elle la Chacala, qui matérialisera bientôt lorsqu'elles se retrouveront pour causer le malheur autour d'elles. Dominga et Simon useront de toutes les stratégies pour les rassembler avec l'aide de Judith.
Bien des jours passent et les jumelles finissent par se rencontrer pour le grand bonheur des démons Simon et Dominga, au mariage de leur père. Sur le lieu, une grande scène de vent et de changement de temps se passe. Gilda regarde Liliana dans les yeux et Liliana encore très fragile tombe après une tentative de mise sur jambes. Après la tempête les jumelles se retrouvent et discutent de leurs vies. C'est le début de cette aventure où s'entremêlent les bonnes œuvres et les mauvaises décisions

## Distribution
- Christian Bach - Delia de Almada/Gilda Almada/Liliana Almada/La Chacala
- Jorge Rivero - Javier Almada
- Rafael Sánchez Navarro - Joaquín García
- José Alonso - Padre Isaías
- Roberto Blandón - David
- Miguel Ángel Ferriz - Gustavo
- Anna Ciocchetti - Marina
- Enrique Novi (en) - Alfredo
- Wendy de los Cobos - Gabriela
- Ramiro Huerta - Martín
- América Gabriel - Celia
- Irma Infante - Cristina
- Lina Santos - Brenda
- Claudine Sosa - Judith
- Edith Kleiman - Soledad
- Joanydka Mariel - Juana
- Ana Laura Espinosa - Jovita
- Edgardo Eliezer - Negro Simón
- Angelina Cruz - Telma
- Graciela Orozco - Eduviges
- Begoña Palacios - Mireya
- Grecia - Aída
- Julia Marichal - Dominga
- Regina Torné - Consuelo Almada
- Javier Díaz Dueñas
- Toño Valdez - Kike
- Larry Edén - Armando
- Fernando Ciangherotti - Ismael
- Gerardo Acuña
- Rodolfo Arias
- Carlos Cardán
- Roger Cudney - Profesor Von Derek
- Alejandro Fagoaga
- César Fitch
- Fidel Garriga
- José González Márquez - Obispo
- Enoc Leaño - Jesús
- Marta Resnikoff - Tere
- Jorge Reynoso
- Mayra Rojas - Yolanda
- Deborah Ríos - Enfermera
- Fernando Sarfatti
- José Sefami
- Gerardo Zurit

## Diffusion internationale
- Diffusée au  République du Congo
- Diffusée au  Gabon
- Diffusée au  Togo
- Diffusée au  Bénin
- Diffusée au  Cameroun
- Diffusée en  Côte d'Ivoire
- Diffusée au  Burkina Faso

## Référence
- (es) Cet article est partiellement ou en totalité issu de l’article de Wikipédia en espagnol intitulé « La chacala » (voir la liste des auteurs).